# Boehmeria
Boehmeria é um género botânico pertencente à família Urticaceae. Também conhecida como Falsa Urtiga.

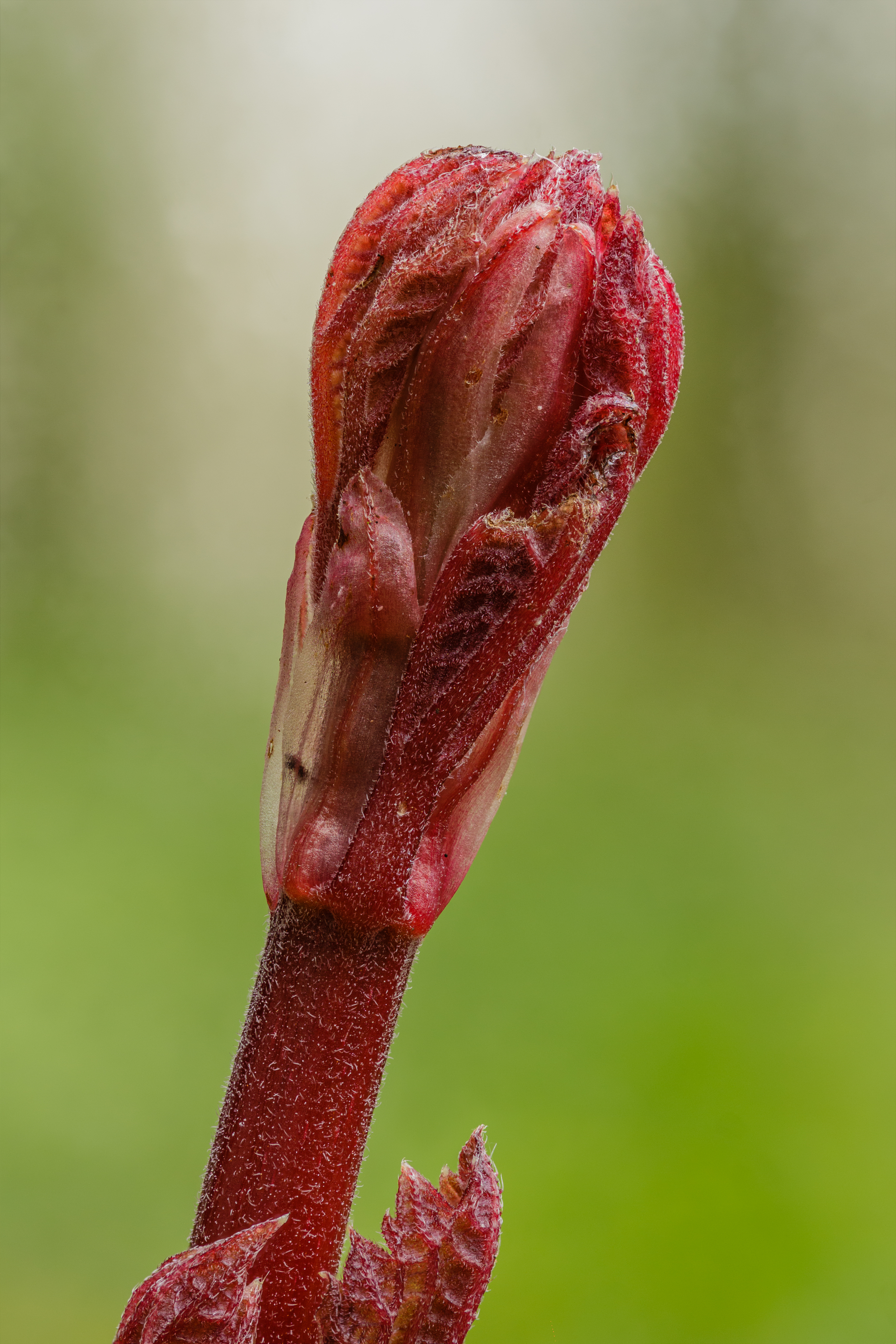
Rebento vermelho a emergir de uma Boehmeria nivea.